# Le Clan des Ostendais
Le Clan des Ostendais est un roman de Georges Simenon paru en 1947.

## Résumé
Pour fuir la guerre, Omer Petermans a embarqué sur ses cinq chalutiers sa famille et celle de ses marins, ainsi que tous leurs biens. Mais au port de La Rochelle, les autorités françaises réquisitionnent les bateaux. Les Ostendais sont donc obligés de s'installer dans la ville. Ils sont séparés des Français par la langue, et des autres réfugiés par leur aisance matérielle. Grâce à sa calme volonté, Omer obtient l'autorisation de pêcher. À chaque retour, il dépose une partie de ses prises au centre d'accueil et à la mairie. 
Mais la guerre continue. C'est d'abord la reddition de la Belgique, puis les bombardements, puis l'arrivée des Allemands. Omer sert d'intermédiaire entre Allemands et Français, ce qui contribue à le faire mal voir de ces derniers. Il obtient des autorités allemandes les papiers nécessaires pour continuer à pêcher. Cependant, les difficultés s'accumulent pour le chef du clan : quand Mina et sa mère se montrent trop accueillantes envers les occupants, quand un de ses chalutiers saute sur une mine, il s'enfonce chaque fois un peu plus dans son mutisme. Maria, son épouse, s'interroge sur ses silences, sur son attitude que l'on croit favorable aux Allemands, sur ses secrets. Un second bateau saute, entraînant de nouvelles morts et de nouvelles douleurs dans le clan des Ostendais. C'est alors qu'Omer parle à sa femme pour la mettre au courant de ses décisions. L'occupation allemande qu'ils avaient voulu fuir les a rejoints : il faut donc partir à bord des chalutiers dans le plus grand secret. Or, un troisième bateau saute, et c'est le désespoir. Alors Omer, la nuit même, précipite le départ. 
Le lendemain, ils sont en vue des falaises blanches de l'Angleterre. Omer Petermans n'a plus que deux bateaux sur cinq, il ne lui reste qu'un fils sur trois. Mais pour demeurer ensemble, sans contrainte, il a payé le prix fort, le prix d'une liberté qui le fait enfin sourire.

## Aspects particuliers du roman
Face à l’ennui commun responsable de la guerre, un conflit se noue qui oppose des gens de langue et de mœurs différentes : Français de l’Ouest et Flamands d’Ostende. Dans le groupe de ces derniers se manifestent d’autres différences, fondées sur la hiérarchie sociale. 

## Fiche signalétique de l'ouvrage

### Cadre spatio-temporel

#### Espace
La Rochelle et ses environs.

#### Temps
Mai 1940.

### Les personnages

#### Personnage principal
Omer Petermans, Belge (Flamand). Capitaine de chalutier pêchant dans les mers d’Islande. Marié, trois fils, deux filles. La cinquantaine.

#### Autres personnages
- Maria Petermans, épouse d’Omer
- La jeune Maria, bru des Petermans, enceinte
- Mina, fille d'un pêcheur employé par Omer, 16 ou 17 ans.

## Éditions
- Édition originale : Gallimard, 1947
- Tout Simenon, tome 25, Omnibus, 2003  (ISBN 978-2-258-06110-1)
- Folio Policier n° 558, 2009  (ISBN 978-2-07-039960-4)
- Romans durs, tome 6, Omnibus, 2012  (ISBN 978-2-258-09360-7)
- Romans durs, tome 6, Omnibus, 2023  (ISBN 978-2-258-20263-4)

## Source
- Maurice Piron, Michel Lemoine, L'Univers de Simenon, guide des romans et nouvelles (1931-1972) de Georges Simenon, Presses de la Cité, 1983, p. 130-131  (ISBN 978-2-258-01152-6)